# 大清水信号場

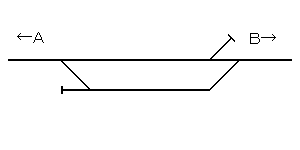
構内配線図　A:大久保　B:追分

大清水信号場（おおしみずしんごうじょう）は、秋田県潟上市昭和大久保にあった、東日本旅客鉄道（JR東日本）奥羽本線の信号場である。

## 歴史
- 1964年（昭和39年）9月28日：日本国有鉄道（国鉄）の信号場として開設[1]。
- 1987年（昭和62年）4月1日：国鉄分割民営化により、東日本旅客鉄道（JR東日本）の信号場となる[1]。
- 2013年（平成25年）9月27日[2]：廃止。

## 構造
追分駅より大久保駅方向に約3.2kmにある2線の信号場。
本線・副本線とも双方向に出発信号機を備えた一線スルー構造となっている。
比較的駅間距離が短かったことや運転本数が減少傾向にあることで、線区のスリム化の観点から廃止された。

## 周辺
耕作地および山林が広がる。国道7号とほぼ並行している。
- 秋田市立金足西小学校

## 交通手段
秋田中央交通大清水バス停から徒歩6分

## 隣の施設
東日本旅客鉄道（JR東日本）
■奥羽本線
追分駅 - （大清水信号場） -大久保駅